# Thạch Bao
Thạch Bao (chữ Hán: 朱异, 195 – 273) là tướng lãnh nhà Tào Ngụy thời Tam quốc, khai quốc công thần nhà Tây Tấn trong lịch sử Trung Quốc.

## Khởi nghiệp
Bao tự Trọng Dung, người huyện Nam Bì, quận Bột Hải . Bao tính phóng khoáng, mưu trí, độ lượng, không coi trọng tiểu tiết; có dung mạo khôi ngô, đẹp đẽ, nên người đương thời nói: "Thạch Trọng Dung, đẹp vô song." 
Bao được huyện triệu làm lại, giữ chức Cấp nông tư mã. Năm Kiến An thứ 23 (218), yết giả Quách Huyền Tín chịu liên lụy cuộc nổi loạn của Cát Bản, phải quay về Nghiệp Thành, muốn tìm người đánh xe, Điển nông tư mã bèn lấy Bao và Tương Thành điển nông bộ dân Đặng Ngải giao cho ông ta. Đi hơn 10 dặm, Huyền Tín cùng họ trò chuyện, lấy làm hài lòng, nói: "Các anh về sau đều làm đến khanh tướng." Bao đáp: "Bọn tôi là tôi tớ mà thôi, sao làm được khanh tướng." 
Quách Ban cho biết Bao và Ngải cùng tuổi, khi ấy đều được 23.
Về sau Bao lại được vời đến Nghiệp, nhưng mãi chưa được bổ nhiệm, bèn bán sắt ở chợ Nghiệp. Trưởng chợ là Triệu Nguyên Nho, người nước Bái, có tiếng biết nhìn người, gặp Bao, lấy làm lạ, cùng ông kết giao. Nguyên Nho khen Bao chí hướng cao xa, sẽ làm đến tam công, nhờ vậy mà ông nổi tiếng. Bao gặp Lại bộ lang Hứa Doãn, xin nắm huyện nhỏ. Doãn nói với Bao rằng: "Anh cùng một bực người với tôi, sẽ được tôi tiến dẫn lên triều đình, sao lại đến cái huyện nhỏ vậy?" Bao trở về than thở, không ngờ Doãn cũng là tri kỷ của mình.
Bao dần được thăng làm Tư mã dưới quyền Trung hộ quân Tư Mã Sư. Tư Mã Ý nghe việc Bao hiếu sắc chơi bời, bèn cảnh báo Sư, Sư cho rằng Bao tuy phẩm hạnh có chút khiếm khuyết nhưng lại có tài kinh bang tế thế, Ý mới thôi. Sau đó Bao được dời làm Nghiệp (huyện) Điển nông trung lang tướng. Bấy giờ quý tộc nhà Ngụy phần nhiều cư trú ở Nghiệp, thượng thư Đinh Mật cùng cánh với Tào Sảng, quyền thế khuynh đảo trong ngoài triều đình. Bao dâng tấu kể tội Mật, do vậy lại càng nổi tiếng. Tiếp đó Bao được dời làm Đông Lai, Lang Da thái thú, ở chức đều có thành tích; rồi được thăng làm Từ Châu thứ sử.

## Thời Tào Ngụy
Bao theo Tư Mã Chiêu đánh Đông Ngô, thua trận Đông quan (252), chỉ có ông bảo toàn được cánh quân của mình mà về. Chiêu trỏ cây cờ tiết của mình mà nói với Bao: "Hận không đem thứ này trao cho anh, để tính việc lớn." rồi thăng Bao làm Phấn vũ tướng quân, Giả tiết, Giám Thanh Châu chư quân sự. Khi Gia Cát Đản nổi dậy ở Hoài Nam (257), Bao thống lãnh các cánh quân Thanh Châu, chỉ huy Duyện Châu thứ sử Châu Thái, Từ Châu thứ sử Hồ Chất, chọn binh sĩ tinh nhuệ tổ chức cánh quân lưu động, đề phòng bị Đông Ngô. Tướng Ngô là bọn Chu Dị, Đinh Phụng đến giúp Đản, nên bọn Đản bỏ quân nhu ở lại Đô Lục, trang bị gọn nhẹ vượt sông Lê. Bọn Bao quay về đánh trả, đại phá phản quân. Thái Sơn thái thú Hồ Liệt đem kỳ binh theo đường nhỏ tập kích Đô Lục, thiêu hủy xe cộ của địch. Quân Ngô phải lui, cuộc nổi dậy của Gia Cát Đản bị dẹp, triều đình bái Bao làm Trấn đông tướng quân, phong tước Đông Quang hầu, Giả tiết.
Ít lâu sau, Bao được thay Vương Cơ làm Đô đốc Dương Châu chư quân sự. Bao nhân đó vào chầu, sắp trở về, bèn từ biệt Ngụy đế Tào Mao, được giữ lại trò chuyện cả ngày. Bao ra ngoài, nói với Tư Mã Chiêu rằng: "Bậc chúa phi thường đấy." Vài ngày sau, Tào Mao dấy binh và bị giết; còn Bao được tiến vị Chinh đông đại tướng quân, tiếp đó thăng vị Phiếu kỵ tướng quân.
Tư Mã Chiêu mất, Giả Sung, Tuân Úc bàn về nghi lễ chưa xong; Bao về chịu tang, đề nghị dùng nghi lễ vượt mức dành cho bề tôi, nhờ vậy nghi lễ được xác định. Sau đó Bao cùng Trần Khiên nhiều lần nói khí số của nhà Tào Ngụy đã hết, mệnh trời đã thuộc về họ Tư Mã. Vì thế Bao ra sức tham dự vào việc ép Tào Ngụy Nguyên đế nhường ngôi (265). Tấn Vũ đế lên ngôi, Bao được thăng làm Đại tư mã, phong tước Nhạc Lăng quận công, gia chức Thị trung, các bộ nhạc Vũ bảo, Cổ xuy.

## Thời Tây Tấn
Sau khi đánh dẹp Gia Cát Đản, Bao được trấn thủ vùng Hoài Nam, nắm giữ quân đội hùng mạnh. Vùng biên nhiều việc, Bao siêng năng coi sóc, dùng oai đức để khuất phục mọi người. Hoài Bắc giám quân Vương Sâm xem thường xuất thân hàn vi của Bao, dựa vào câu đồng dao: "Trong cung (có) ngựa lớn sắp làm lừa, đá lớn ép nó không thoải mái." mà dâng mật biểu nói Bao tư thông với Đông Ngô. Trước đó có lời tiên đoán "đông nam có đại binh dấy lên", nay biểu của Sâm đến, Tấn Vũ đế nghi ngờ lắm. Bấy giờ Kinh Châu thứ sử Hồ Liệt dâng biểu nói người Ngô muốn đưa đại binh vào cướp, Bao cũng nghe tin quân Ngô sắp xâm phạm, bèn đắp lũy ngăn sông để tự giữ. Đế nghe nói, bảo với Dương Hỗ rằng: "Người Ngô mỗi khi đến, luôn có đông – tây (chỉ Tây Thục) hỗ trợ lẫn nhau, lần này vô cớ đơn độc hành động, há chẳng phải Bao có lòng bất thuận à?" Hỗ hết sức giải thích, mà đế vẫn còn ngờ vực. Gặp lúc con của Bao là Thạch Kiều đang giữ chức Thượng thư lang, được đế triệu mà vài ngày vẫn chưa đến. Đế cho rằng Bao ắt phản, muốn đánh dẹp ông nhưng vẫn giữ kín ý định này. Triều đình bèn hạ chiếu cho rằng Bao không liệu tình thế của địch, đắp lũy ngăn sông, vất vả trăm họ, ra sách miễn quan của ông. Triều đình sai Thái úy, Nghĩa Dương vương Tư Mã Vọng soái đại quân đi đón Bao, để phòng việc bất thường; lại sắc cho Trấn đông tướng quân, Lang Da vương Tư Mã Trụ từ Hạ Bi dời đến Thọ Xuân. Bao theo kế của viên Duyện là Tôn Thước, rời khỏi quân đội, đi đến Đô Đình để chịu tội. Đế nghe tin, có ý nguôi. Khi Bao vào chầu, được giữ tước công mà quay về phủ đệ. Bao tỏ ra xấu hổ vì không xứng chức, chứ không hề oán trách.
Bấy giờ Nghiệp hề quan đốc Quách Dị dâng thư nói lý cho Bao, đế lấy làm phải, chọn ông làm Tư đồ. Hữu tư phản đối, đế giáng chiếu bác bỏ, vẫn cho Bao giữ chức Tư đồ. Bao ở chức trung thành, siêng năng, được đế rất tín nhiệm.

## Hậu sự
Ngày quý tị tháng 2 ÂL năm Thái Thủy thứ 9 (30/3/273), Bao mất. Đế cử hành nghi lễ ai điệu ở triều đường, ban quan tài, một bộ triều phục, một bộ quần áo, 30 vạn tiền, trăm xúc vải. Khi chôn, đội nghi trượng có các loại cờ tiết, tràng, huy, lọng cán cong, xe Truy phong, bộ nhạc Cổ xuy, còn có giáp sĩ, xe lớn, đều giống như nghi lễ dành cho Tư không Trần Thái nhà Tào Ngụy; xa giá đưa tiễn ở cửa Đông Dịch; thụy hiệu là Vũ.
Bao di ngôn an táng đơn giản, các con đều tuân theo, còn không cho thân thích, thuộc cấp cũ đến viếng.
Năm Hàm Ninh đầu tiên (275), triều đình giáng chiếu liệt Bao vào nhóm vương công được cúng tế.

## Hậu nhân
Bao có 6 con trai: Việt, Kiều, Thống, Tuấn (浚), Tuấn (儁), Sùng. Thống được kế tự, Sùng là người nổi tiếng nhất.
- Việt tự Hoằng Luân, mất sớm.[1]
- Kiều tự Hoằng Tổ, từng được làm Thượng thư lang, Tán kỵ thị lang. Kiều được triệu mà không đến, khiến đế nghi ngờ Bao làm phản. Khi Bao vào gặp, đế có vẻ thẹn, nói: "Con khanh suýt phá nhà khanh." Bao bèn phế tư cách con đích của Kiều, trọn đời không cho làm quan. Kiều lại có tiếng xấu, bị đuổi ra Đốn Khâu. Về sau Kiều cùng em út Sùng bị Tôn Tú sát hại.
Con là Siêu, Hi trốn thoát trong tai nạn ấy. Thành Đô vương Tư Mã Dĩnh dấy binh tham gia chống lại Tư Mã Luân, lấy Siêu làm Chiết Xung tướng quân. Dẹp xong Tư Mã Luân, Tôn Tú, Siêu nhờ công được phong hầu. Sau đó Siêu được làm Chấn vũ tướng quân, đánh dẹp nghĩa quân Lý Thìn ở Kinh Châu. Khi Dĩnh giao tranh với Trường Sa vương Tư Mã Nghệ, Siêu luôn làm tiền phong, được thăng làm Trung hộ quân. Bọn Đông Hải vương Tư Mã Việt, Hữu vệ tướng quân Trần Chẩn đưa Tấn Huệ đế đi đánh Dĩnh, ban đầu Siêu chạy về với Dĩnh ở Nghiệp, sau đó được Dĩnh sai đi chống lại quan quân ở Đãng Âm. Siêu đánh bại quan quân, bắt Huệ đế về Nghiệp. Gặp lúc Vương Tuấn đánh Nghiệp, Siêu được làm Hữu tướng quân để chống lại ông ta, đại bại mà về. Siêu theo Dĩnh đưa Huệ đế đi Lạc Dương, rồi dời sang Trường An. Hà Gian vương Tư Mã Ngung liên kết với Dĩnh chống lại Việt, lấy Siêu làm Bắc trung lang tướng. Siêu mộ binh ở Huỳnh Dương, Hữu tướng quân Vương Xiển và Điển binh trung lang Triệu Tắc đều chịu sự chỉ huy của ông, tiếp viện cho Dự Châu thứ sử Lưu Kiều. Khi ấy Phạm Dương vương Tư Mã Hao dấy binh ở Ký Châu, chém Siêu ở Huỳnh Dương.
Hi ở Huỳnh Dương một lần nữa trốn thoát, thời Tấn Hoài đế, được làm tham quân của Tư Mã Việt. Không rõ hậu sự của Hi.[1]
- Thống tự Hoằng Tự, từng được làm Xạ Thanh hiệu úy, Đại hồng lư.
Con là Thuận, được làm đến Thượng thư lang.[1]
- Tuấn (浚) tự Cảnh Luân, có nhân phẩm và học thức, là danh sĩ đương thời, được làm đến Hoàng môn thị lang. Mất sớm.[1]
- Tuấn (儁) tự Ngạn Luân, từ nhỏ đã nổi tiếng, người đời khen là có khí độ của tể tướng, được làm đến Dương Bình thái thú. Mất sớm.[1]
- Sùng, cố sự được chép phụ vào truyện của cha.